# Deinozuch
Deinozuch (Deinosuchus) − wymarły rodzaj krokodyla, krewny dzisiejszych aligatorów żyjący w późnej kredzie, od około 80 do 73 milionów lat temu. Jego nazwę tłumaczy się jako „straszny krokodyl”. Pochodzi ona od starogreckich wyrazów δεινός/deinos („straszny”) i σουχος/souchos („krokodyl”). Pierwsze szczątki odkryto w Karolinie Północnej w latach pięćdziesiątych XIX wieku, jednak rodzaj Deinosuchus opisano dopiero w 1909. Kolejne pozostałości wydobyto w latach czterdziestych XX wieku. Weszły one później w skład istotnej, choć nieprecyzyjnej rekonstrukcji czaszki wystawianej w Amerykańskim Muzeum Historii Naturalnej. Wiedza o deinozuchu pozostaje niekompletna, choć odnalezione niedawno lepszej jakości szczątki czaszki przyczyniły się do lepszego poznania jego osteologii i paleobiologii.
Deinosuchus był o wiele większy od wszystkich dzisiejszych krokodyli – miał do 12 m długości i ważył do 8,5 tony – jednak ogólnym wyglądem nie różnił się zbytnio od swych żyjących obecnie mniejszych krewnych. Miał duże, solidne zęby przystosowane do kruszenia, a jego grzbiet pokrywały grube półokrągłe osteodermy. Jedno z badań sugeruje, że zwierzę dożywało 50 lat, a rosło w tempie typowym dla dzisiejszych krokodyli, choć wzrost ten zajmował o wiele więcej czasu.
Skamieniałości deinozucha znaleziono w 10 stanach USA oraz w północnym Meksyku. Żył on po obu stronach Morza Środkowego Zachodu. Był niewybrednym dominującym drapieżnikiem ekosystemów rejonów przybrzeżnych na wschodzie Ameryki Północnej. Większe rozmiary osiągał na zachodzie, wschodnie populacje były zaś liczniejsze. Kwestia, czy chodzi tu o odrębne gatunki, dzieli specjalistów. Deinosuchus potrafił zabijać i spożywać duże dinozaury. Żywił się prawdopodobnie także żółwiami morskimi, rybami i inną zwierzyną, zarówno wodną, jak i lądową.

## Morfologia

### Budowa
Pod względem morfologii deinozuch nie różnił się w znaczący sposób wyglądem od współczesnych krokodyli. Miał spotykany u aligatorów szeroki pysk z nieznacznie wybrzuszonym czubkiem. Obie kości przedszczękowe zawierały cztery zęby. Pierwsza para była znacznie mniejsza od drugiej. Każda kość szczękowa (główna parzysta kość tworząca szczękę) zawierała 21 lub 22 zęby. W każdej kości zębowej (tworzącej żuchwę) znajdowały się co najmniej 22 zęby. Wszystkie były grube i solidnie zbudowane, przy czym te bliższe tyłowi szczęk − krótkie, zaokrąglone i tępe. Wydają się one bardziej przystosowane do kruszenia niż kłucia. Przy zamkniętej paszczy tylko czwarty ząb żuchwy był widoczny.

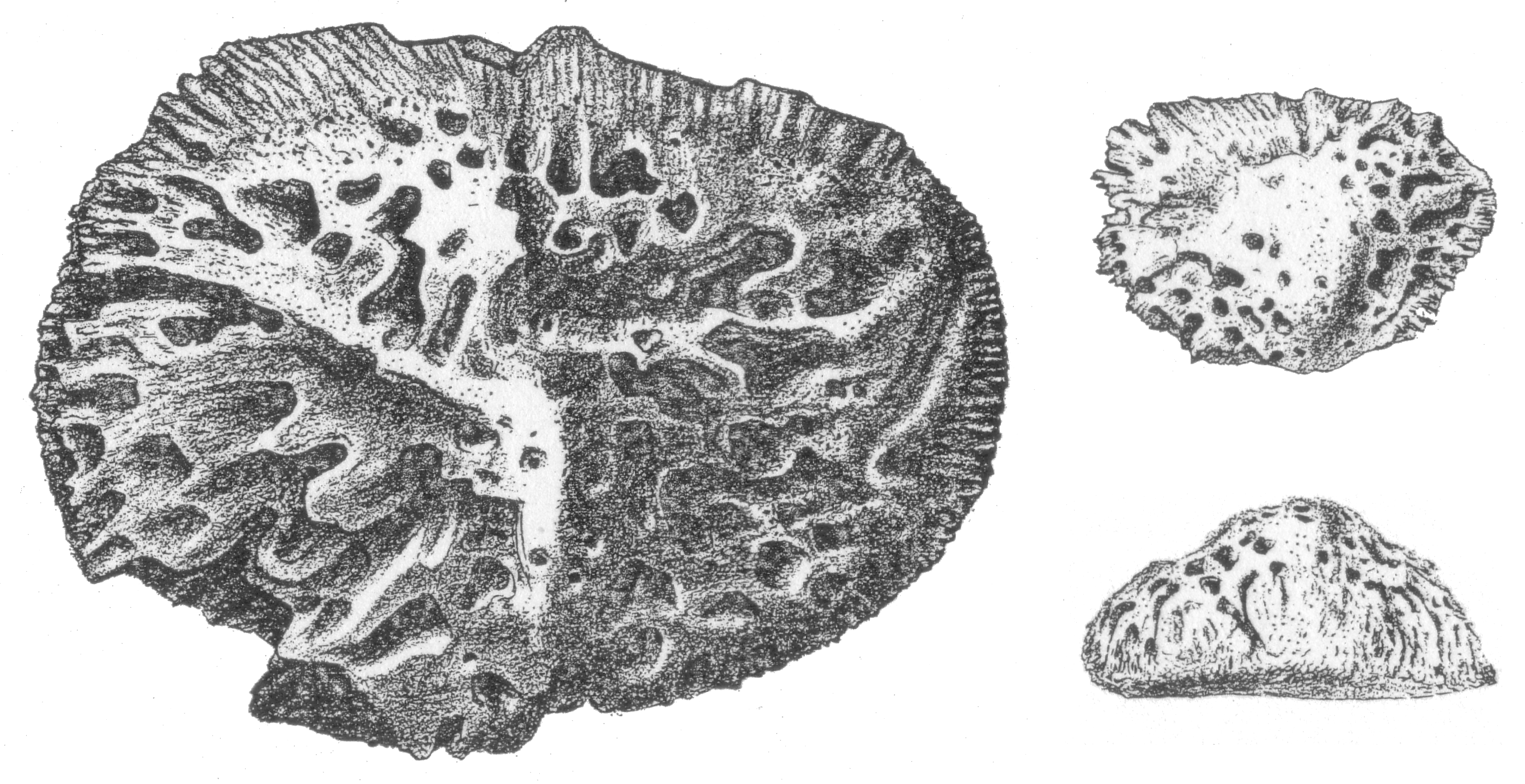
Osteodermy deinozucha, ilustracja W.J. Hollanda. Proporcjonalnie wiele grubsze, niż należące do współczesnych krokodyli

Siłę zgryzu deinozucha szacuje się na od 18000 N do ponad 100000 N. Dla porównania współczesny krokodyl słonowodny, o największej spośród dzisiejszych zwierząt sile zgryzu, przypuszczalnie może osiągać najwyżej około 30000 N. Nawet największe i najsilniejsze teropody, jak np. tyranozaur, prawdopodobnie ustępowały deinozuchowi w tym względzie.
Deinosuchus miał podniebienie wtórne kostne, pozwalające na oddychanie przez nozdrza, podczas gdy reszta ciała była zanurzona w wodzie. Kręgi cechowały zagłębienia na przednim końcu i wypukłości na tylnym, pasujące do siebie wzajemnie i tworzące stawy kuliste wolne. Podniebienie wtórne i taka budowa kręgów to zaawansowane cechy spotykane także u pozostałych przedstawicieli Eusuchia.
Osteodermy pokrywające grzbiet deinozucha były bardzo duże i ciężkie, miały głębokie zagłębienia. Niektóre przybierały nieregularny kształt półkolisty. Głębokie dołki i grzbiety na łuskach stanowiły miejsce przyczepu tkanek łącznych. Razem osteodermy i tkanki miękkie służyły jako wsparcie masywnego ciała deinozucha poza wodą. Pomimo wielkich rozmiarów, krokodyl nie ustępował prawdopodobnie zwinnością swym dzisiejszym krewnym.

### Rozmiary

Deinosuchus osiągał maksymalnie 12–15 m długości. Największy dzisiejszy przedstawiciel tego samego rzędu, krokodyl różańcowy, nie przekracza długości 7 m

Z powodu fragmentaryczności odnalezionych szczątków oszacowania wielkości deinozucha różnią się znacznie pomiędzy sobą. W 1954 Edwin Harris Colbert i Roland T. Bird zrekonstruowali dwumetrową żuchwę zwierzęcia i dzięki pomiarom porównawczym wyliczyli, że gad osiągał długość do 15 m. Znacznie różniący się wynik − od 8 do 10 m − otrzymali Gregory Erickson i Christopher Brochu w 1999. David R. Schwimmer odnotował w 2002, że mniejsze i pospolitsze formy deinozucha ze wschodu Ameryki Północnej miały czaszki długości około jednego metra. Na podstawie wielkości czaszki naukowiec oszacował całkowitą długość zwierzęcia na 8 m, jego masę zaś na 2300 kg. Zgodnie z jego badaniami krokodyl osiągał większe rozmiary na zachodzie kontynentu. Umiarkowanie dobrze zachowana czaszka znaleziona w Teksasie miała długość 1,31 m. Na tej podstawie Schwimmer obliczył długość ciała stworzenia na 9,8 m. Choć stan największych znanych pozostałości deinozucha nie był na tyle dobry, by stosować tę metodę szacowania, pomiary kręgów wykazały, że zwierzę osiągało jeszcze większe rozmiary. Schwimmer szacuje całkowitą długość największych przedstawicieli na blisko 12 m, a masę na 8,5 tony lub więcej.
Chociaż brakuje zgody co do rozmiarów deinozucha, szczątki kopalne wystarczają dla stwierdzenia, że był on większy od któregokolwiek ze współcześnie żyjących krokodyli. Nawet stosunkowo małe rozmiary uzyskane przez Ericksona i Brochu oznaczają, że maksymalna masa kredowego drapieżnika była większa od masy dzisiejszych jego krewnych 3-5 razy. Deinozucha określano często jako największego krokodyla wszech czasów, choć określenie to jest nieco na wyrost, niektóre bowiem inne Crocodyliformes, jak Purussaurus, Rhamphosuchus i Sarcosuchus, mogły mu dorównywać rozmiarami lub nawet go przerastać.

## Paleobiologia

### Siedlisko

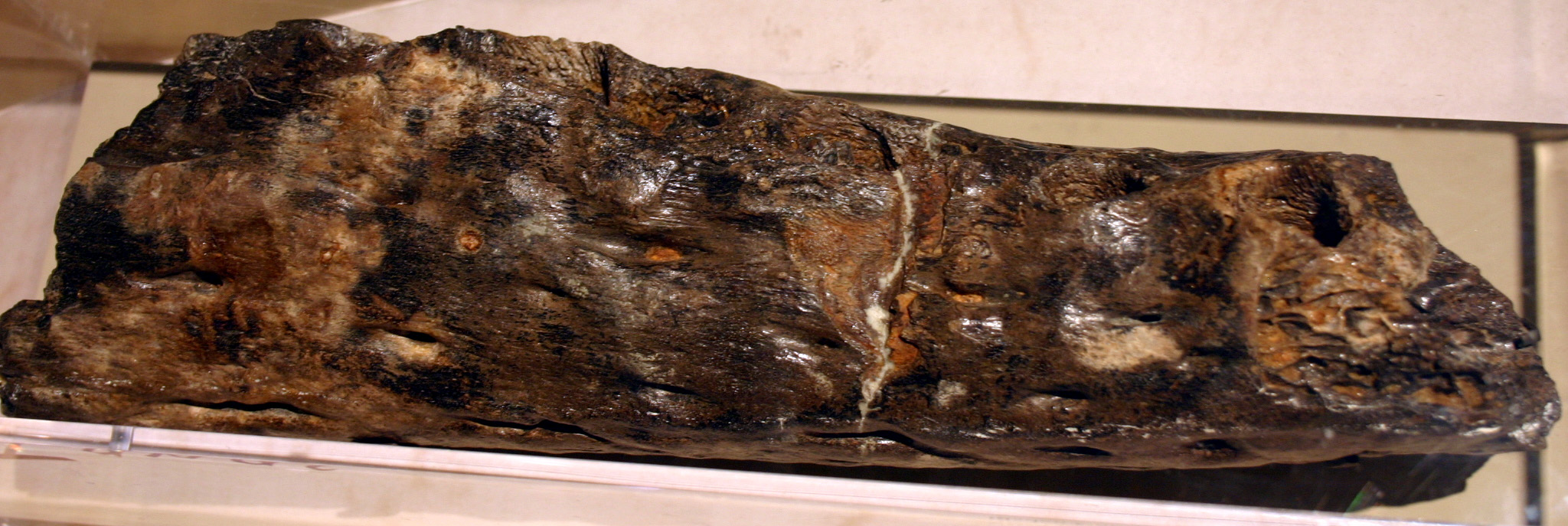
Fragment szczęki deinozucha wystawiany w North Carolina Museum of Natural Sciences. Skamieniałości tego wielkiego aligatoroida odkryto w 10 stanach USA i w północnym Meksyku

Zasięg występowania rodzaju w obrębie Stanów Zjednoczonych był rozległy; zwierzę występowało po obu stronach Morza Środkowego Zachodu. Znaleziska pochodzą z Alabamy, Georgii, Karoliny Północnej, Missisipi, Montany, New Jersey, Nowego Meksyku, Teksasu, Utah, i Wyoming. Osteoderm tego krokodyla odnaleziony w osadach formacji San Carlos na terenie stanu Chihuahua oraz zęby, fragmenty zębów, dwa kręgi (szyjny i ogonowy) i osteodermy odkryte w osadach formacji Aguja na terenie stanu Coahuila dowodzą, że zasięg występowania deinozucha obejmował także północny Meksyk. Najwięcej skamieniałości odkryto w regionie Gulf Coastal Plain w Georgii, niedaleko granicy z Alabamą. Wszystkie znaleziska pochodziły ze skał datowanych na kampan (kreda późna). Najstarsze z nich mają 80 milionów lat, najmłodsze zaś około 73 milionów lat.
Rozmieszczenie znalezisk wskazuje, że ten ogromny aligatoroid mógł preferować środowiska typowe dla estuariów. W teksańskiej formacji Aguja, z której pochodzą największe znalezione okazy, te masywne drapieżniki prawdopodobnie zamieszkiwały zatoki o wodach brachicznych. Choć część osobników odnaleziono w osadach morskich, nie wyjaśniono, czy deinozuch rzeczywiście zapuszczał się w głąb oceanu, jak dzisiejszy krokodyl różańcowy. Szczątki mogły się przemieścić już po śmierci zwierzęcia.

### Pożywienie

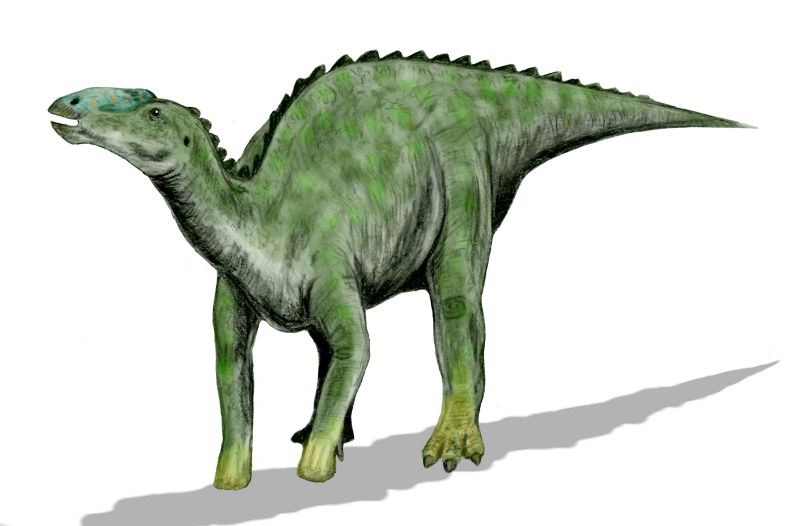
Deinosuchus mógł polować na duże ornitopody. Ukazany powyżej kritozaur żył obok tego krokodyla w ekosystemie formacji Aguja

W 1954 Edwin H. Colbert i Roland T. Bird spekulowali, czy wielki gad dawał sobie radę z polowaniem na ówczesne dinozaury i z ich zjadaniem. Hipotezę o takim rodzaju odżywiania się krokodyla przywołał Colbert w 1961, stwierdziwszy: „Pewnie krokodyl ten musiał polować na dinozaury; inaczej czemu byłby tak przygniatająco wielki? Polował w wodzie, gdzie nie mogły wejść duże teropody”. David R. Schwimmer podał w 2002, że kilka hadrozaurzych kręgów ogonowych znalezionych w pobliżu Parku Narodowego Big Bend nosi ślady zębów deinozucha. Wspiera to hipotezę, że krokodyl ten żywił się dinozaurami przynajmniej w niektórych przypadkach. W 2003 Christopher A. Brochu uznał ślady zębów za niewystarczający dowód, niemniej zgodził się, że Deinosuchus "prawdopodobnie jadł ornitopody od czasu do czasu". Uważa się, że aligatoroid ten polował w podobny sposób, jak dzisiejsze krokodyle – atakował z zasadzki dinozaury czy inne zwierzęta lądowe na skraju zbiornika wodnego, a następnie wciągał je pod wodę i topił.
Schwimmer i G. Dent Williams zasugerowali w 1996, że Deinosuchus mógł polować na żółwie morskie. W takich polowaniach mógł używać swych potężnych, płaskich zębów znajdujących się w tylnej części paszczy do kruszenia żółwich skorup. Żółwie morskie bokoszyjne z rodzaju Bothremys były bardzo pospolite na wschodzie zasięgu występowania deinozucha. Znaleziono kilka ich skorup ze śladami ugryzień pasującymi najbardziej właśnie do gigantycznego krokodyla.
Schwimmer stwierdził w 2002, że wzorce żywienia deinozucha najprawdopodobniej różniły się w zależności od regionu geograficznego. Mniejsze osobniki ze wschodu Ameryki Północnej mogły być oportunistami − miałyby zajmować niszę ekologiczną podobną do należącej do współczesnego aligatora amerykańskiego. Żywiły się żółwiami morskimi, dużymi rybami i małymi dinozaurami. Większy, ale mniej pospolity deinozuch z zachodu, np. z Teksasu czy Montany, mógł być bardziej wyspecjalizowanym łowcą łapiącym i spożywającym duże dinozaury. Schwimmer zauważył, że na wschodzie żaden teropod nie dorównywał aligatoroidowi rozmiarami, krokodyl pełnił tam więc rolę największego drapieżnika na szczycie łańcucha pokarmowego.

### Tempo wzrostu
Badania przeprowadzone w 1999 przez Gregory’ego M. Ericksona i Christophera A. Brochu sugerują, że tempo wzrostu deinozucha było porównywalne ze spotykanym u współczesnych krokodyli – około 30 cm rocznie. Utrzymywało się jednak przez dłuższy okres. Szacunki tych uczonych, bazujące na pierścieniach przyrostowych grzbietowych osteoderm pochodzących od różnych okazów, sugerują, że osiągnięcie pełnych rozmiarów osobnika dorosłego zajmowało zwierzęciu 35 lat życia. Najstarszy przebadany okaz mógł żyć ponad 50 lat. Powyższy model wzrostu różni się diametralnie od typowego dla dużych dinozaurów, które osiągały rozmiary dorosłych zwierząt znacznie szybciej i żyły krócej.
Schwimmer zauważył w 2002, że powyższe wnioski Ericksona i Brochu są uzasadnione tylko pod warunkiem, że pierścienie przyrostowe łusek rzeczywiście odzwierciedlają okresy roczne, jak to ma miejsce w przypadku dzisiejszych krokodyli. Badacz ten stwierdził, że wzór pierścieni zakłócać mogły różnorodne czynniki, takie jak migracje zdobyczy, następowanie po sobie okresów suchych i wilgotnych, cyrkulacja oceaniczna czy cykle biogeochemiczne. Jeśli cykl przebiegałby dwa razy w jednym roku, znaczyłoby to, że deinozuch rósł szybciej od swych dzisiejszych krewnych, a jego życie trwało podobnie długo.

## Historia odkryć i nazwa

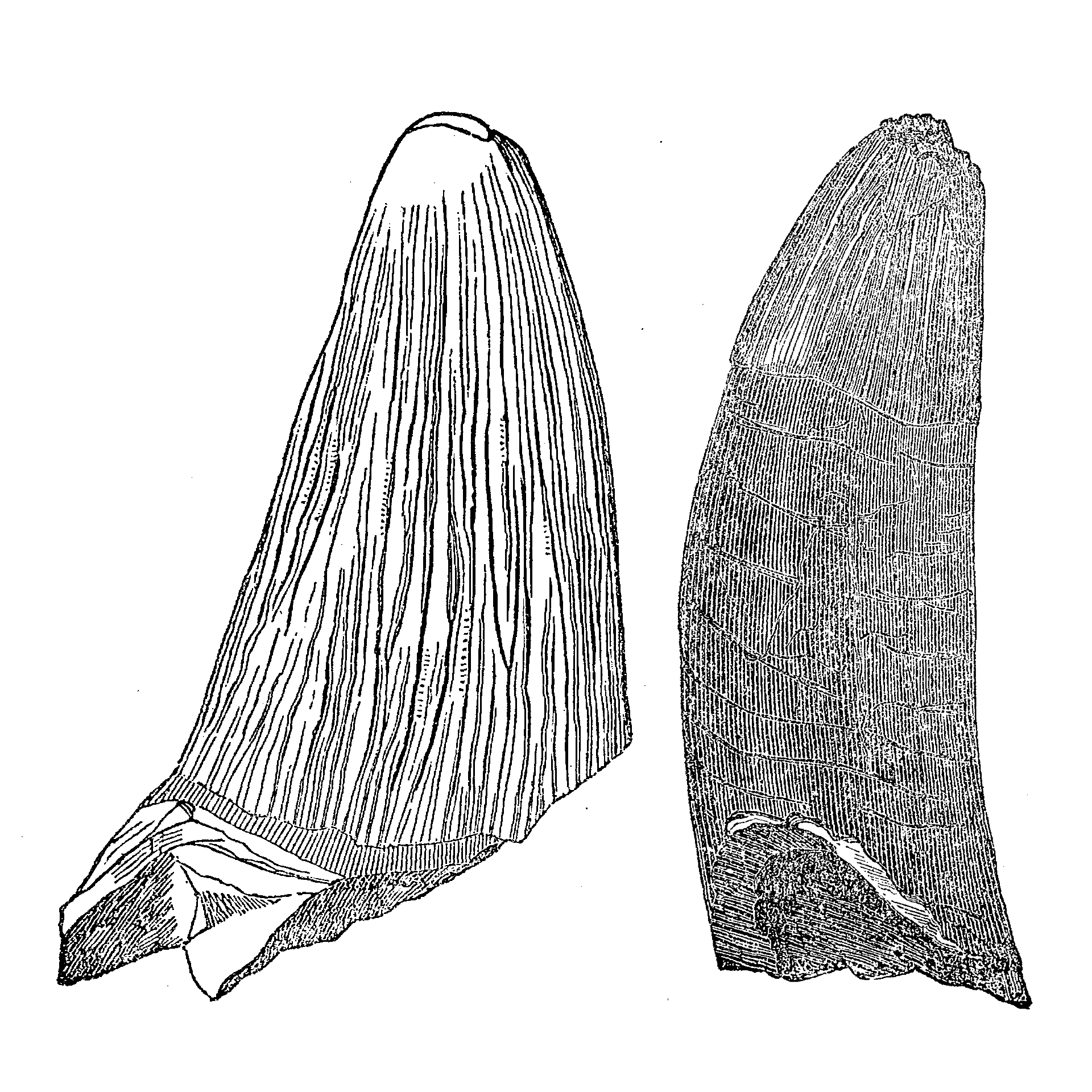
Ebenezer Emmons zilustrował dwa skamieniałe zęby w 1858. Najprawdopodobniej należały one do krokodyla nazwanego później deinozuchem

W 1858 geolog Ebenezer Emmons opisał dwa duże skamieniałe zęby znalezione w hrabstwie Bladen w Karolinie Północnej. Emmons przypisał je rodzajowi Polyptychodon, zaliczanemu przezeń do krokodyli. Późniejsze odkrycia dowiodły, że Polyptychodon był w rzeczywistości gadem morskim z grupy pliozaurów. Opisane przez Emmonsa zęby były grube, lekko zakrzywione, pokryte szkliwem o pionowych rowkach. Uczony przypisał je nowemu gatunkowi P. rugosus. Choć pierwotnie nierozpoznane jako takie, zęby te stanowiły prawdopodobnie pierwsze naukowo opisane szczątki deinozucha. Inny wielki ząb mogący pochodzić od tego zwierzęcia, odkryty w sąsiednim hrabstwie Sampson w tym samym stanie, w 1869 został opisany pod nazwą Polydectes biturgidus przez paleontologa Edwarda Drinkera Cope’a.
W 1903 w Willow Creek John Bell Hatcher i T.W. Stanton odkryli kilka skamieniałych osteoderm "leżących na powierzchni gleby". Osteodermy przypisano początkowo ankylozaurowi euoplocefalowi. Wykopaliska w tym miejscu przeprowadzone przez W.H. Utterbacka dostarczyły kolejnych skamielin, w tym kolejnych łusek, kręgów, żeber i kości miednicznej. Po zbadaniu znaleziska stało się jasne, że nie należały one do dinozaura, lecz do wielkiego krokodyla. Zrozumiawszy to Hatcher szybko przestał interesować się materiałem. Po śmierci Hatchera w 1904 jego kolega William Jacob Holland przestudiował i opisał szczątki. W 1909 umieścił je w nowym rodzaju i gatunku Deinosuchus hatcheri. Nazwa rodzajowa pochodzi od starogreckich słów δεινός/deinos − "straszny" − i σουχος/souchos − "krokodyl".

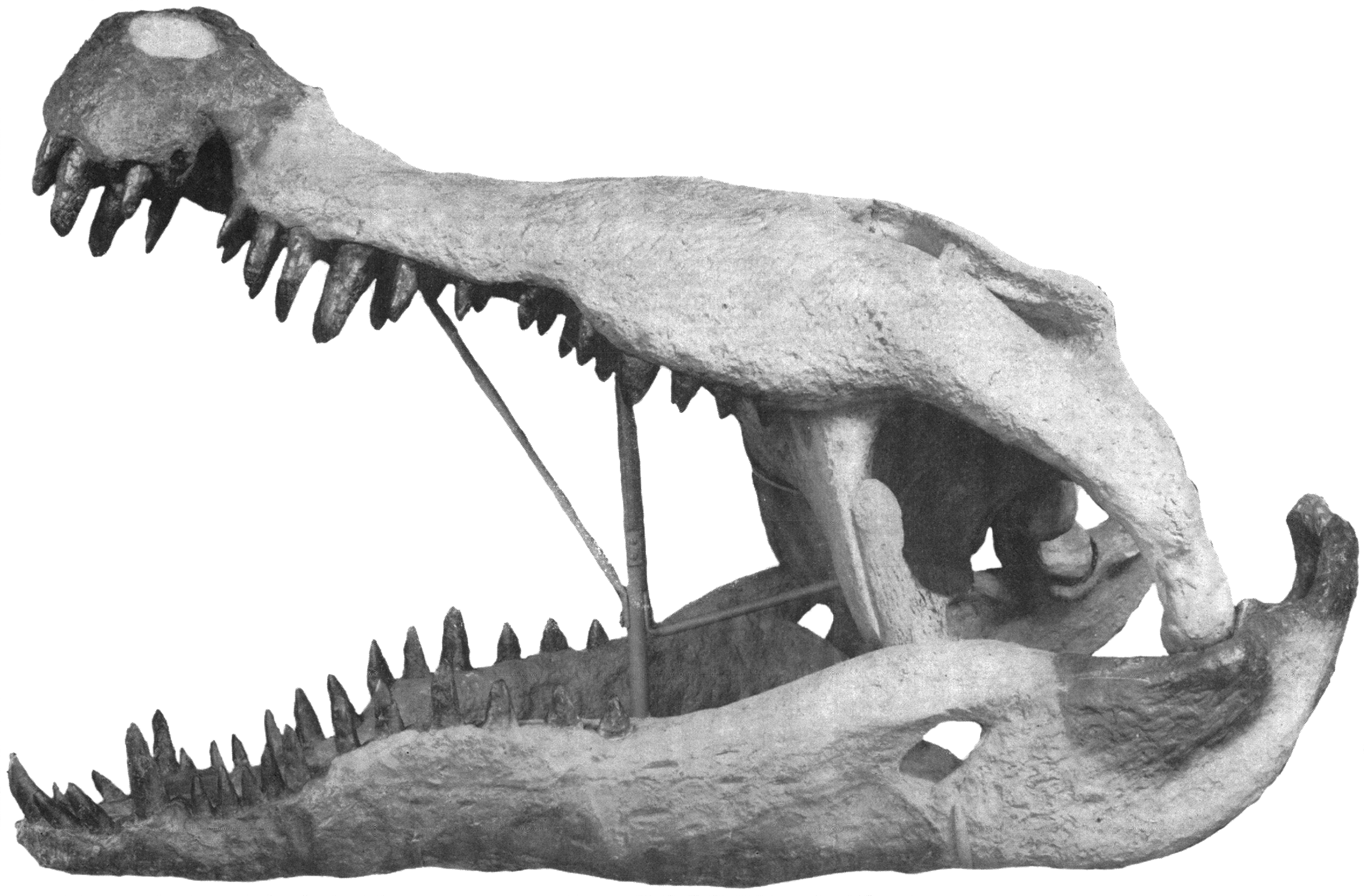
Rekonstrukcja czaszki wystawiana przez prawie pół wieku w Amerykańskim Muzeum Historii Naturalnej, prawdopodobnie najlepiej zachowane szczątki deinozucha. W rzeczywistości kośćmi są jedynie ciemniejsze fragmenty, jaśniejsze odlano z gipsu

W 1940 ekspedycja Amerykańskiego Muzeum Historii Naturalnej zdobyła więcej skamieniałości wielkiego krokodyla, tym razem w Parku Narodowym Big Bend w Teksasie. Znalezisko opisali pod nazwą Phobosuchus riograndensis Edwin H. Colbert i Roland T. Bird w 1954. Donald Baird i Jack Horner później przypisali pozostałości z Big Bend do rodzaju Deinosuchus, co spotkało się z akceptacją większości współczesnych autorów. Nazwa rodzajowa Phobosuchus, stworzona przez Barona Franza Nopscę w 1924, została porzucona jako obejmująca różnorodne szczątki różnych gatunków krokodyli, które okazały się nie być ze sobą blisko spokrewnione.
Amerykańskie Muzeum Historii Naturalnej włączyło czaszkę i fragmenty szczęki do rekonstrukcji gipsowej wzorowanej na współczesnym krokodylu kubańskim. Colbert i Bird uważali ją za "konserwatywną"; gdyby za wzór przyjąć współczesny gatunek o długiej czaszce, np. krokodyla słonowodnego, rekonstrukcja osiągnęłaby znacznie większą długość. Ponieważ nie wiadomo było, czy Deinosuchus miał szeroki pysk, Colbert i Bird zmienili proporcje czaszki i rekonstrukcja wyolbrzymia jej długość i wysokość. Pomimo tych nieścisłości czaszka stała się najlepiej znanym okazem deinozucha i przyciągnęła po raz pierwszy zainteresowanie opinii publicznej tym wielkim aligatoroidem.
Liczne pozostałe znaleziska tego rodzaju odkrywano przez następne kilka dekad. Większość było bardzo fragmentarycznych, ale zwiększyło wiedzę na temat zasięgu geograficznego wielkiego drapieżnika. Jak zauważył Christopher A. Brochu, osteodermy były tak charakterystyczne, że nawet "w płatkach" mogły potwierdzić obecność deinozucha. Znaleziono też lepszej jakości materiał czaszkowy. W 2002 David R. Schwimmer mógł już stworzyć złożoną wirtualną rekonstrukcję 90% czaszki.

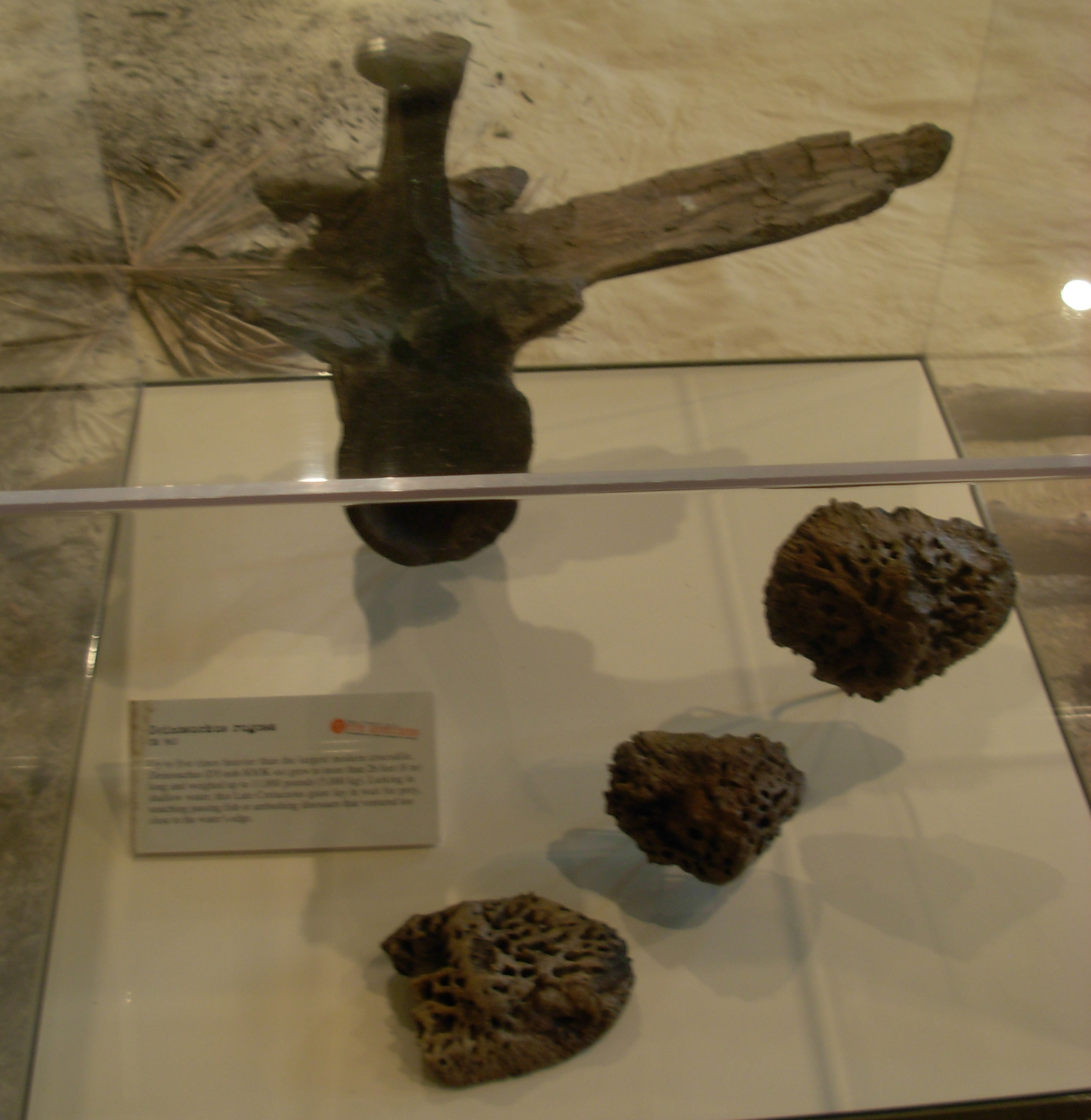
Łuski i kręgi deinozucha w Carnegie Museum of Natural History

## Klasyfikacja
Colbert i Bird zaklasyfikowali deinozucha do rodziny krokodylowatych, bazując pierwotnie na cechach zębów przypominających spotykane u dzisiejszych jej przedstawicieli. Analizy filogenetyczne przeprowadzone w 1999 przez Brochu wskazały jednak, że Deinosuchus był w rzeczywistości prymitywnym członkiem Alligatoroidea. Dlatego też nie jest on największym na świecie krokodylowatym, ale największym aligatoroidem. Klasyfikację tę wzmocniło dokonane w 2005 odkrycie dobrze zachowanej puszki mózgowej deinozucha z alabamskiej formacji Blufftown, pod pewnymi względami podobną do należącej do aligatora amerykańskiego. Deinosuchus nie jest przodkiem współczesnych aligatorów, mimo iż należy do tego samego kladu. Jego najbliżsi krewni to prawdopodobnie Leidyosuchus i Diplocynodon.
Schwimmer (2002) stwierdził, że wszystkie znaleziska deinozucha należą do tego samego gatunku. Zauważył bowiem większą ilość podobieństw, niż różnic między populacjami wschodu i zachodu. Najważniejsza z odrębności polegała jedynie na większych rozmiarach zwierząt zachodnich. Wedle reguł pierwszeństwa Międzynarodowego Kodeksu Nomenklatury Zoologicznej gatunek powinien zwać się D. rugosus. W 2006 roku Lucas i współpracownicy także uznali monotypowość rodzaju. Jednak Brochu w 2003 zakwestionował analizy Schwimmera, sugerując, że wielkość może stanowić ważną cechę diagnostyczną, a kilka cech użytych przez niego dla potwierdzenia przynależności obu populacji do jednego gatunku było plezjomorfiami występującymi również u innych rodzajów. Schwimmer w 2002 nieformalnie określił zachodnią populację jako D. riograndensis. Kilku innych specjalistów, w tym Anglen i Lehman (2000) czy Westgate et al. (2006), także zaliczyli zachodnie szczątki do tego gatunku.